# 吉野村 (岡山県勝田郡)
吉野村（よしのそん）は、岡山県勝田郡にあった村。
現在の勝田郡勝央町上香山、曽井、田井、豊久田、美野及び美作市杉原に当たる。

## 沿革
- 1889年6月1日 - 町村制施行に伴い、勝北郡上香山村、曽井村、田井村、豊久田村、美野村が合併し、吉野村となる。大字豊久田に役場を置く。
- 1900年4月1日 - 勝北郡が勝南郡と合併し、勝田郡となる。
- 1954年3月31日 - 吉野村の内、大字豊久田の杉原地区以外が、勝田郡勝間田町、植月村、高取村、古吉野村と合併、勝央町となり、大字豊久田の杉原地区が勝田郡勝田町に編入される。

## 地名の読み方
- 上香山（かみがやま）
- 杉原（すぎはら）
- 曽井（そい）
- 田井（たい）
- 豊久田（とよくだ）
- 美野（みの）

## 現在の様子

### 郵便番号
- 707-0131 （美作市河内） → 勝田村
- 707-0132 （美作市小畑） → 勝田村
- 707-0133 美作市杉原
- 707-0134 （美作市矢田） → 勝田村
- 709-4303 勝田郡勝央町豊久田
- 709-4304 勝田郡勝央町上香山
- 709-4305 勝田郡勝央町曽井
- 709-4306 勝田郡勝央町美野
- 709-4333 勝田郡勝央町田井

709-430Xの残りの番号は古吉野村を、709-433Xの残りの番号は勝間田町、植月村を参照。

### 教育

#### 保育園
- 勝央町立吉野保育園

#### 小学校
- 勝央町立吉野小学校（2008年閉校）

### 交通

#### 鉄道
旧村内を走る鉄道及びその駅なし

#### 道路

##### 高速道路
旧村内を走る高速道路なし

##### 国道
- 国道429号

##### 県道
- 主要地方道
  - 岡山県道51号美作奈義線
- 一般県道
- *岡山県道354号馬橋平福線
  - 岡山県道355号豊久田平線

### 河川・山岳

#### 河川
- 滝川
- 豊久田川

### 寺院・神社

#### 神社
- 月村神社
- 西宮神社
- 美野神社
- 八幡神社